# Holtheme (waterschap)
Holtheme was een waterschap in de Nederlandse provincie Overijssel van 1887 tot 1958. 
De Gedeputeerde Staten van Overijssel besloten tot oprichting van het waterschap op 12 november 1886. Op 13 februari 1887 trad het waterschap daadwerkelijk in werking. 
In 1958 ging het samen met de waterschappen Anerveen, Het Beerzerveld, Het Bruchterveld, Radewijk en Baalder, De Meene, De Molengoot en Het Rheezer- en Diffelerveld op in het waterschap De Bovenvecht. De laatste vergadering van het bestuur van het waterschap vond plaats op 2 mei 1958.